# Bryopteris gaudichaudii
Bryopteris gaudichaudii là một loài rêu tản thuộc họ Lejeuneaceae. Loài này có ở Madagascar và Réunion. Môi trường sống tự nhiên của chúng là rừng khô nhiệt đới hoặc cận nhiệt đới. Chúng hiện đang bị đe dọa vì mất nơi sống.